# 狂骨

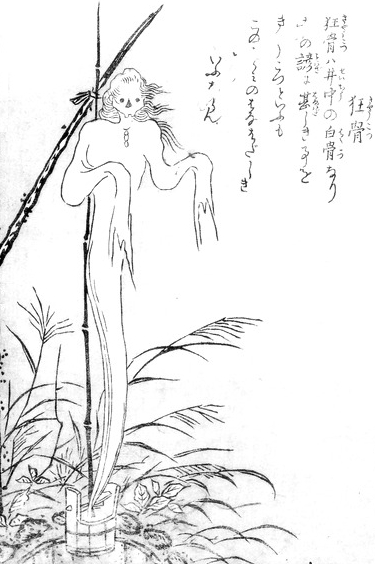
鳥山石燕『今昔百鬼拾遺』より「狂骨」

狂骨（きょうこつ）は、鳥山石燕による江戸時代の妖怪画集『今昔百鬼拾遺』にある妖怪。平成以降は、京極夏彦による小説『狂骨の夢』でも知られる。

## 概要
白髪の生えた骸骨姿の者が、白い衣を纏った幽霊のように、井戸の中から釣瓶に吊られて浮かび上がった姿が描かれており、解説文には以下のように述べられている。
この解説においては、狂骨は井戸から現れることと、凄まじい怨みを持っていることが語られているが、それ以上の説明はなく、具体的にどのような妖怪を描いたものかは判明していない。石燕の解説文では、激しさを意味する方言「きょうこつ」はこの狂骨の怨みの激しさが由来だとあり、神奈川県津久井郡には確かに、けたたましい様子や素っ頓狂な様子を意味する「キョーコツナイ」という方言がある。しかし伝承では「狂骨」の名は確認されていないため、実際には逆にそうした方言や、肉の落ちた白骨を意味する言葉の「髐骨（きょうこつ）」などから石燕が言葉遊びで「狂骨」という妖怪を創作したものと解釈されている。また、「狂骨」の名が「軽勿（けいこつ）」「粗忽（そこつ）」に通じ、転じて「底つ者」となり、いくら汲んでも底の尽きない怨みが、底の深い井戸に結びつけて描かれているという、絵解きによる解釈もある。延享頃の江戸の流行語「おきょうこつ」や仏画（骸骨画）との関連を指摘する説もある。
平成以降の妖怪関連の文献では、井戸に捨てられた骸骨が強い怨念により死霊化したもの、または井戸に落ちて死んだ人間が化けたものであり、井戸から現れることによって自分の捨てられた場所を知らせる、井戸を使った者に祟るなどと述べられており、文学者・沢田瑞穂の著書『野ざらし物語』には、野晒しにされて辱しめられた骸骨や髑髏が報復するという話もある。しかし実際には、白骨や骸骨に関連する妖怪は、恐ろしい外見とは裏腹に実態のともなっていないものが多いことから、この狂骨もまた骸骨という外見のみが描かれたものであり、霊の類ではないとの指摘もある。